# ماتي سيكيلي
ماتي سيكيلي هو لاعب كرة قدم سلوفاكي في مركز حراسة المرمى، ولد في 12 مايو 1991 في ترنافا في سلوفاكيا. لعب مع نادي سبارتاك ترنافا ونادي سبارتاك ميافا.